# Jugoslávská liga ledního hokeje 1983/1984
Sezóna 1983/1984 byla 42. sezónou Jugoslávské ligy ledního hokeje. Vítězem se stal tým HK Olimpija Ljubljana.

## Základní část
| Poř. | Tým                       | Zápasy | Skóre  | Body |
| ---- | ------------------------- | ------ | ------ | ---- |
| 1    | HK Jesenice               | 14     | 181:30 | 26   |
| 2    | Kompas Olimpija           | 14     | 147:28 | 26   |
| 3    | KHL Medveščak             | 14     | 88:56  | 18   |
| 4    | HK Crvena Zvezda Bělehrad | 14     | 92:72  | 17   |
| 5    | HK Kranjska Gora          | 14     | 57:79  | 10   |
| 6    | HK Cinkarna Celje         | 14     | 75:72  | 9    |
| 7    | HK Partizan               | 14     | 43:96  | 6    |
| 8    | HK Spartak Subotica       | 14     | 29:270 | 0    |

## Skupina o 1. místo
| Poř. | Tým                       | Zápasy | Skóre | Body |
| ---- | ------------------------- | ------ | ----- | ---- |
| 1    | HK Jesenice               |        |       | 16   |
| 2    | HK Olimpija Ljubljana     |        |       | 9    |
| 3    | HK Crvena Zvezda Bělehrad |        |       | 5    |
| 4    | KHL Medveščak             |        |       | 4    |

## Skupina o 5. místo
| Poř. | Tým                 | Zápasy | Skóre | Body |
| ---- | ------------------- | ------ | ----- | ---- |
| 5    | HK Kranjska Gora    |        |       | 12   |
| 6    | HK Cinkarna Celje   |        |       | 11   |
| 7    | HK Partizan         |        |       | 10   |
| 8    | HK Spartak Subotica |        |       | 1    |

## Finále
Hrálo se na tři vítězné zápasy v rámci systému 1-1-1-1-1, * - po penaltovém rozstřelu.
|  | HK Jesenice | 4 – 6* | Kompas Olimpija | Dvorana Podmežakla, Jesenice |
|  | HK Jesenice |        | Kompas Olimpija |                              |

| Souhrn zápasu | Souhrn zápasu | Souhrn zápasu | Souhrn zápasu | Souhrn zápasu |
| ------------- | ------------- | ------------- | ------------- | ------------- |
|               |               |               |               |               |

|  | Kompas Olimpija | 7 – 2 | HK Jesenice | Hala Tivoli, Ljubljana |
|  | Kompas Olimpija |       | HK Jesenice |                        |

| Souhrn zápasu | Souhrn zápasu | Souhrn zápasu | Souhrn zápasu | Souhrn zápasu |
| ------------- | ------------- | ------------- | ------------- | ------------- |
|               |               |               |               |               |

|  | HK Jesenice | 2 – 0 | Kompas Olimpija | Dvorana Podmežakla, Jesenice |
|  | HK Jesenice |       | Kompas Olimpija |                              |

| Souhrn zápasu | Souhrn zápasu | Souhrn zápasu | Souhrn zápasu | Souhrn zápasu |
| ------------- | ------------- | ------------- | ------------- | ------------- |
|               |               |               |               |               |

|  | Kompas Olimpija | 4 – 5 | HK Jesenice | Hala Tivoli, Ljubljana |
|  | Kompas Olimpija |       | HK Jesenice |                        |

| Souhrn zápasu | Souhrn zápasu | Souhrn zápasu | Souhrn zápasu | Souhrn zápasu |
| ------------- | ------------- | ------------- | ------------- | ------------- |
|               |               |               |               |               |

|  | HK Jesenice | 2 – 3 | Kompas Olimpija | Dvorana Podmežakla, Jesenice |
|  | HK Jesenice |       | Kompas Olimpija |                              |

| Souhrn zápasu | Souhrn zápasu | Souhrn zápasu | Souhrn zápasu | Souhrn zápasu |
| ------------- | ------------- | ------------- | ------------- | ------------- |
|               |               |               |               |               |

## Konečné pořadí
1. Kompas Olimpija
2. HK Jesenice
3. HK Crvena Zvezda Bělehrad
4. KHL Medveščak
5. HK Kranjska Gora
6. HK Cinkarna Celje
7. HK Partizan
8. HK Spartak Subotica